# Raccoglimento a fattor comune
Il raccoglimento a fattor comune è un'operazione matematica che consente di mettere in evidenza una parte letterale e/o una parte numerica che moltiplica tutto ciò che la segue, e si basa sulla proprietà distributiva della moltiplicazione rispetto all'addizione. Si divide in raccoglimento totale e raccoglimento parziale. 
Il raccoglimento totale è la più semplice operazione di scomposizione di un polinomio in fattori, che consiste nell'individuare, se esiste, il monomio massimo comun divisore; per esempio: {\displaystyle AB+AC=A(B+C).}
Il raccoglimento parziale si ha quando non tutti i termini di un polinomio hanno dei fattori comuni, ma solo alcuni di essi; si procede quindi prima con un raccoglimento parziale raggruppando le parti in comune. La procedura è finalizzata nell'evidenziare, dopo questo primo passaggio, una parte che in un secondo tempo può essere raccolta totalmente. Per esempio, si consideri il seguente polinomio: {\displaystyle ax+bx+ay+by.}
I primi due termini hanno in comune un termine {\displaystyle x}, il terzo e il quarto un termine {\displaystyle y}; procedendo col raccoglimento, si ottiene:
{\displaystyle x(a+b)+y(a+b)=(x+y)(a+b).}
Nell'ultimo passaggio, dato che sia la {\displaystyle x} che la {\displaystyle y} sono moltiplicate per il fattore {\displaystyle a+b}, si può raccogliere quest'ultimo e si ottiene il prodotto {\displaystyle (x+y)(a+b)}.

## Utilità
L'operazione di raccoglimento a fattor comune è particolarmente utile perché consente di semplificare anche di molto dei polinomi che, se non ridotti a una forma più accessibile, risulterebbero molto difficili da trattare. 
- Si consideri come esempio il binomio:

{\displaystyle 2x^{3}+10x^{2}.}
Qualora si volesse trovarne gli zeri (o discuterne il segno), è possibile raccogliere a fattor comune il massimo comun divisore tra i monomi che compongono il binomio; a esempio:
{\displaystyle 2x^{3}+10x^{2}=0\,\,\to \,\,2x^{2}(x+5)=0.}
Per la legge di annullamento del prodotto, l'equazione è soddisfatta per {\displaystyle x=0\,\,\lor \,\,x=-5}.
- Analogamente è possibile fare uso del raccoglimento a fattor comune per semplificare le frazioni:

riprendendo in parte l'esempio precedente e considerando la frazione:
{\displaystyle {\frac {2x^{3}+10x^{2}}{x^{3}+5x^{2}+x+5}},}
si può procedere col raccoglimento totale a numeratore (visto prima) e con un raccoglimento prima parziale e poi totale a denominatore:
{\displaystyle {\frac {2x^{2}(x+5)}{x^{2}(x+5)+x+5}}={\frac {2x^{2}(x+5)}{(x+5)(x^{2}+1)}}.}
È ora possibile semplificare sia a numeratore che a denominatore il fattore {\displaystyle (x+5)}, a patto però di calcolare prima il campo di esistenza, ponendo {\displaystyle x+5\neq 0\,\,\implies \,\,x\neq -5}:
{\displaystyle {\frac {2x^{2}(x+5)}{(x+5)(x^{2}+1)}}={\frac {2x^{2}}{x^{2}+1}}.}